# San Sperate
San Sperate là một đô thị ở tỉnh Sud Sardegna, vùng Sardegna của Ý, có vị trí cách khoảng 20 km về phía tây bắc của Cagliari. Đến thời điểm ngày 31 tháng 12 năm 2004, đô thị này có dân số 6.982 và diện tích là 26,2 km².
San Sperate giáp các đô thị: Assemini, Decimomannu, Monastir, Sestu, Villasor.